# Amphiboloidea
Amphiboloidea Gray, 1840 è una superfamiglia di molluschi gasteropodi del superordine Pylopulmonata.

## Descrizione
Il raggruppamento comprende gasteropodi dalla conchiglia globosa, dotati di opercolo.

## Distribuzione e habitat
La superfamiglia è diffusa nell'Indo-Pacifico.
I suoi habitat sono le mangrovie intertidali, le paludi salmastre e le distese fangose degli estuari fluviali.

## Tassonomia
La tassonomia dei Gasteropodi di Bouchet & Rocroi del 2005 assegnava la superfamiglia al gruppo informale Basommatophora, all'interno dei Pulmonata.
Secondo la classificazione attualmente accettata, la superfamiglia appartiene al superordine Pylopulmonata e comprende le seguenti famiglie:
- Amphibolidae Gray, 1840
- Maningrididae Golding, Ponder & Byrne, 2007